# عمارت پیرآباد

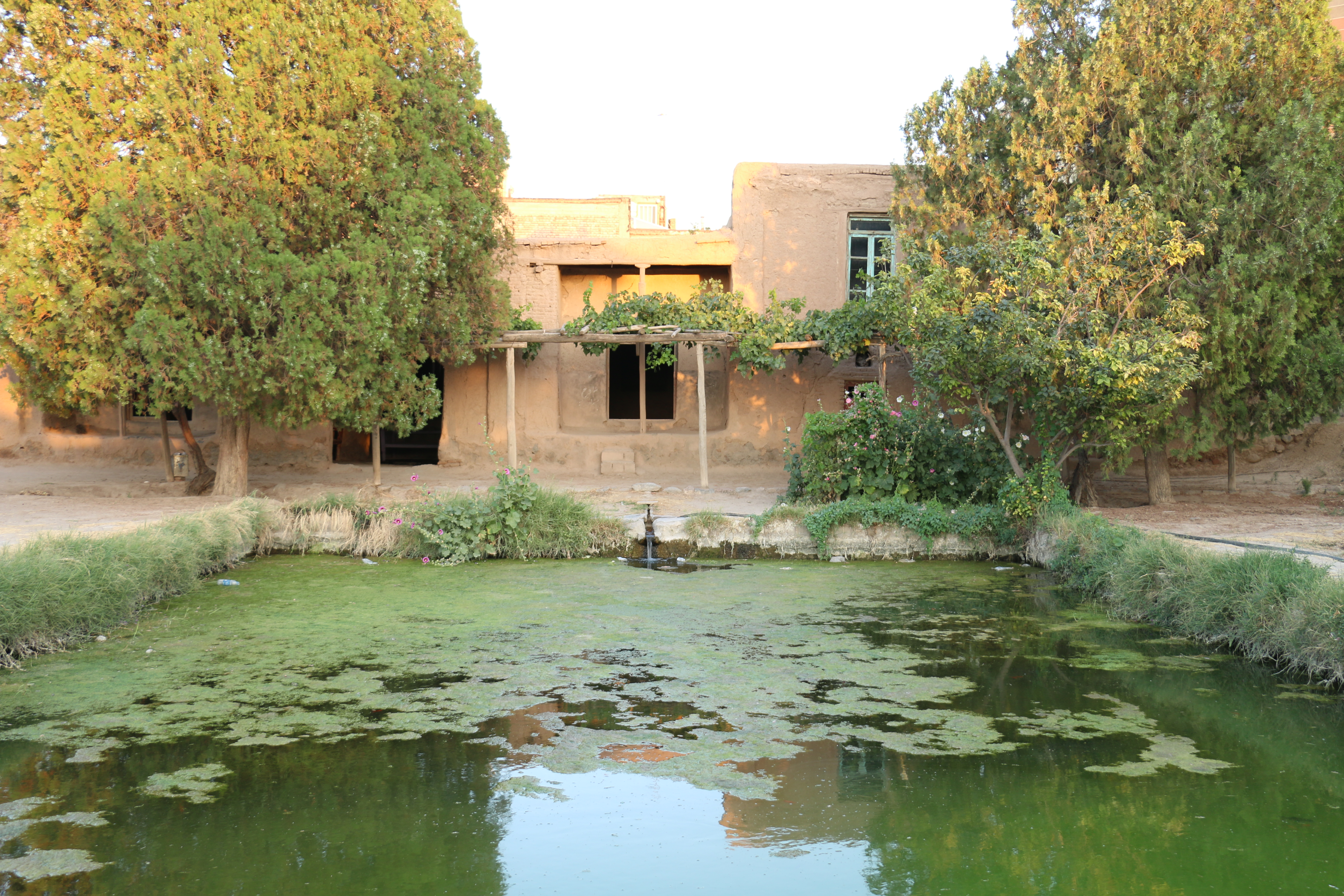

عمارت پیر آباد. این عمارت حدوداً ۱۵۰ سال قبل و شاید کمی قبل تر در زمان حکمرانی قاجار بر ایران و بدست ابوالفتح آقا در بخش میانی باغ پیرآباد احداث شده است. بعد از وی پسرش نجف قلی آقا به این عمارت رسیدگی کرد. البته آن باغ که قابل استفاده برای همه اهالی ایلخچی بود، بعد از نجف قلی آقا در تملک خانواده‌اش به سرپرستی دامادشان جناب دکتر رضا طهماسب ویرانی (پیرنیا) ملقب به شمس الاطبا (پزشک مخصوص محمد حسن میرزا ولیعهد احمد سلطان قاجار که مدتی رئیس بیمارستان ژاندارمری و رئیس بخش بیمارستان هلال احمر و لشگریه تبریز بودند) بود که پس از کوچ اجباری دکتر پیرنیا به تبریز بدلایل متعدد و درگذشت ایشان بخشی از زمین آن باغ در قسمت شمال غربی توسط فرزند شان نجفقلی پیرنیا برای احداث دبیرستان علامه طباطبائی ایلخچی اهدا گردید . مابقی بین وراث تقسیم که ایشان نیز بفروش رسانیده‌اند. این عمارت در شهرستان اسکو، بخش ایلخچی، شهر ایلخچی، در میان باغ پیر آباد واقع شده و این اثر در تاریخ ۲۸ اسفند ۱۳۸۵ با شمارهٔ ثبت ۱۸۹۲۲ به‌عنوان یکی از آثار ملی ایران به ثبت رسیده است.